# Linia de succesiune la tronul din Bahrain

Stema Bahrainului

Succesiunea la tronul din Bahrain urmează logica Legii Salice prin primii urmași masculini ai șeicului Isa bin Ali Al Khalifa (1848 – 1932). Totuși, regele Bahrainului are dreptul să numească pe oricare dintre fiii săi ca succesor, dacă dorește. Actulul monarh al Bahrainului este regele Hamad bin Isa Al Khalifah.

## Linia de succesiune
1. Salman bin Hamad bin Isa Al Khalifa (n. 1969) - fiul cel mare al lui Hamad
2. Isa bin Salman Al Khalifa - fiul cel mare al lui Salman
3. Mohammed bin Salman Al Khalifa (n. 1993) - fiul cel mic al lui Salman
4. Abdullah bin Hamad Al Khalifa (n. 1975) - al 2-lea fiu al lui Hamad
5. Isa bin Abdullah Al Khalifa (n. 1999) - fiul cel mare al lui Abdullah
6. Sulman bin Abdullah Al Khalifa (n. 2003) - fiul cel mic al lui Abdullah
7. Khalifa bin Hamad Al Khalifa (n. 1977) - al 3-lea fiu al lui Hamad
8. Nasser bin Hamad Al Khalifa (n. 1987) - al 4-lea fiu al lui Hamad
9. Khalid bin Hamad Al Khalifa (n. 1989) - al 5-lea fiu al lui Hamad
10. Sultan bin Hamad Al Khalifa - al 7-lea fiu (și cel mai mic) al lui Hamad